# النجيحي
قرية النجيحي هي إحدى القرى التابعة لمركز الحسينية في محافظة الشرقية في جمهورية مصر العربية. حسب إحصاءات سنة 2006، بلغ إجمالي السكان في النجيحي 4443 نسمة، منهم 2283 رجل و2160 امرأة.